# Yadira Santiago Marcos
Nancy Yadira Santiago Marcos es una política mexicana, miembro del partido Movimiento Regeneración Nacional (Morena). Fue diputada federal para el periodo de 2018 a 2021 y 2021 a 2024.

## Biografía
Yadira Marcos es licenciada en Administración de Empresas egresada de la Universidad Autónoma de Sinaloa, y tiene estudios inconclusos de licenciatura en Derecho.
Miembro fundador de Morena en el estado de Sinaloa, de 2014 a 2015 fue secretaria general del comité municipal del partido en Culiacán, en 2015 fue consejera estatal del partido y de 2015 a 2018 ocupó el cargo de enlace nacional del partido.
En 2018 fue postulada candidata de la coalición Juntos Haremos Historia a diputada federal por el Distrito 5 de Sinaloa; triunfante en la elección a la LXIV Legislatura de ese año al de 2021. 
En la LXIV Legislatura ocupa los cargos de secretaria de la comisión de Economía Social y Fomento del Cooperativismo, e integrante de las comisiones de Desarrollo y Conservación Rural, Agrícola y Autosuficiencia Alimentaria, y de Presupuesto y Cuenta Pública.
Cobró notoriedad nacional debido a un vídeo subido a las redes sociales en que se le señalaba por presuntamente haber consumido vino dentro del recinto del Congreso de Sinaloa la noche del 31 de diciembre de 2018 al 1 de enero de 2019, mientras asistía a una sesión dicho cuerpo legislativo. Lo que fue negado por ella al día siguiente, señalando dicho vídeo como un ataque político en su contra.